# 赤道記念碑

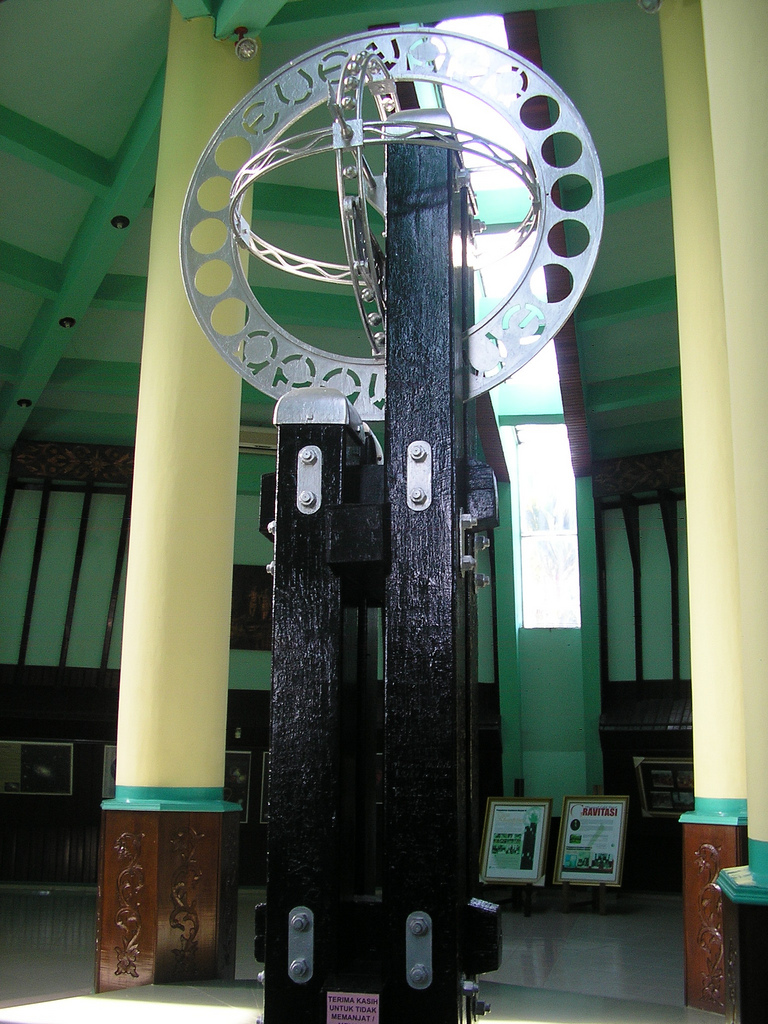

赤道記念碑（せきどうきねんひ、英語名:Equator Monument インドネシア語名:Tugu Khatulistiwa）は、インドネシア共和国西カリマンタン州ポンティアナック市赤道通りに建立されている。

## 沿革
1928年、オランダの地理学者が赤道の測量のためこの地を訪れ、最初の記念碑が1928年3月31日にカプアス川北岸を東西に走る道路脇の北側に建立された。1本の柱の上に赤道方向を向いた矢が取り付けられたものであった。
その後、1930年に円と矢を組み合わせたものが取り付けられ完成した。
1938年、建築家SI LABANによって4本の柱上に2つの円と矢を組み合わせた記念碑が再建され、現在の記念碑の建物内に現存する。
1990年、記念碑を保護するためにドーム型の建物が建設され、1990年9月21日に公式にオープンした。この建物建設にあたり、東西に走る道路は、記念碑の北側を迂回するように付け替えられている。

## 構造

### 1938年建立の記念碑（ドーム型の建物内に現存）

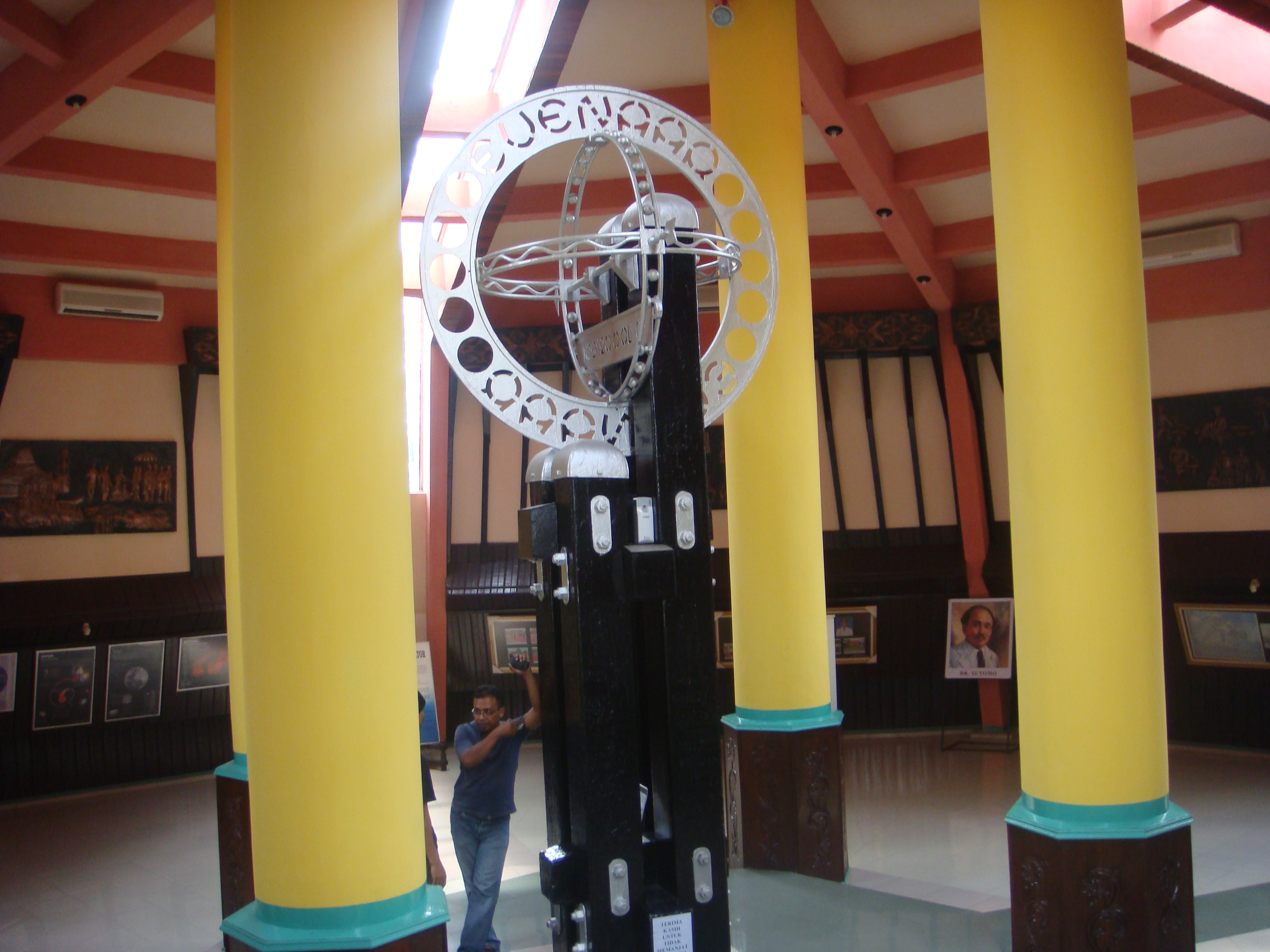

4本の角柱の上に、2つの円と赤道方向を向いた矢のオブジェが搭載されている。東西方向の円には、建設当時、当地はオランダ領東インド領内であったため、オランダ語で赤道の「Evenaar」、南北方向の円には「109°200″OLYGR」が刻まれている。
- 前柱の高さ：3.05m
- 後柱の高さ：4.40m
- 柱の太さ：0.30m

### 1990年建立の記念碑
ドーム型の建物の上に、1938年建立の記念碑を大きくしたものが建てられている。建物の四方がガラス張りになっており、春分・秋分には、太陽がこの窓からドーム内の床を照らす仕組みになっている。建物の中には、1938年建立の記念碑が現存する。
なお、夜間は、ドーム型の建物の頂点（円と矢のオブジェ）に組み込まれた照明がオブジェを照らし出す。
- 前柱の高さ：15.25m
- 後柱の高さ：22.00m
- 柱の太さ：1.50m
- 矢の長さ：10.75m

## 観覧

### 記念碑の敷地
- フェンスで囲われていて門も付いているが、24時間立ち入れるようである。

### 記念碑の建物
- 毎日：8：00～16：30
  - ただし、金曜日の11:30～13:00は閉館
- 入場料：無料
  - ただし、任意の寄付を求められる。

### 土産物
- 記念碑の敷地内に土産物店が1軒ある。
- 記念碑の建物内でも記念碑の模型を販売している。

## ギャラリー

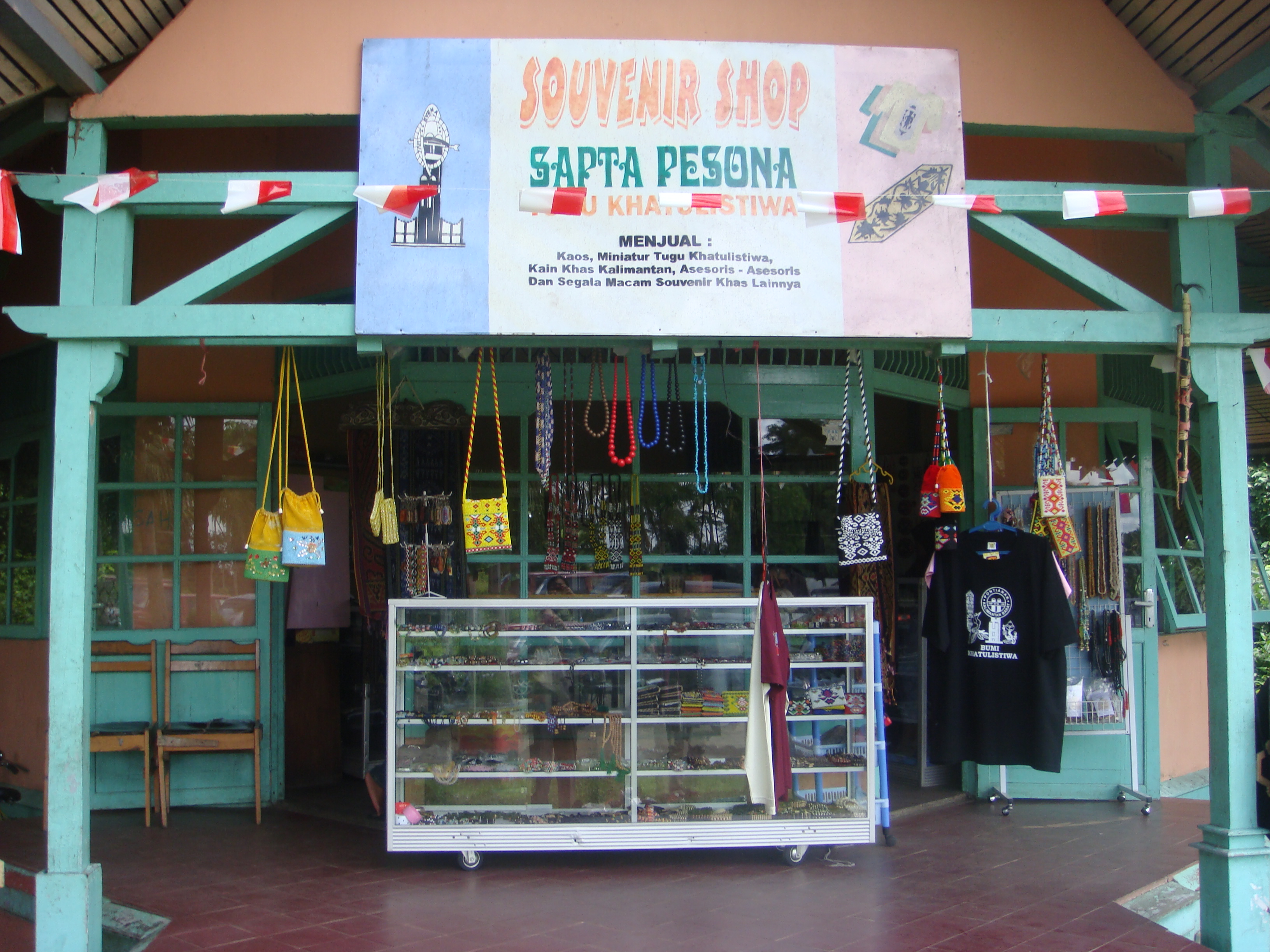
敷地内にある土産物店
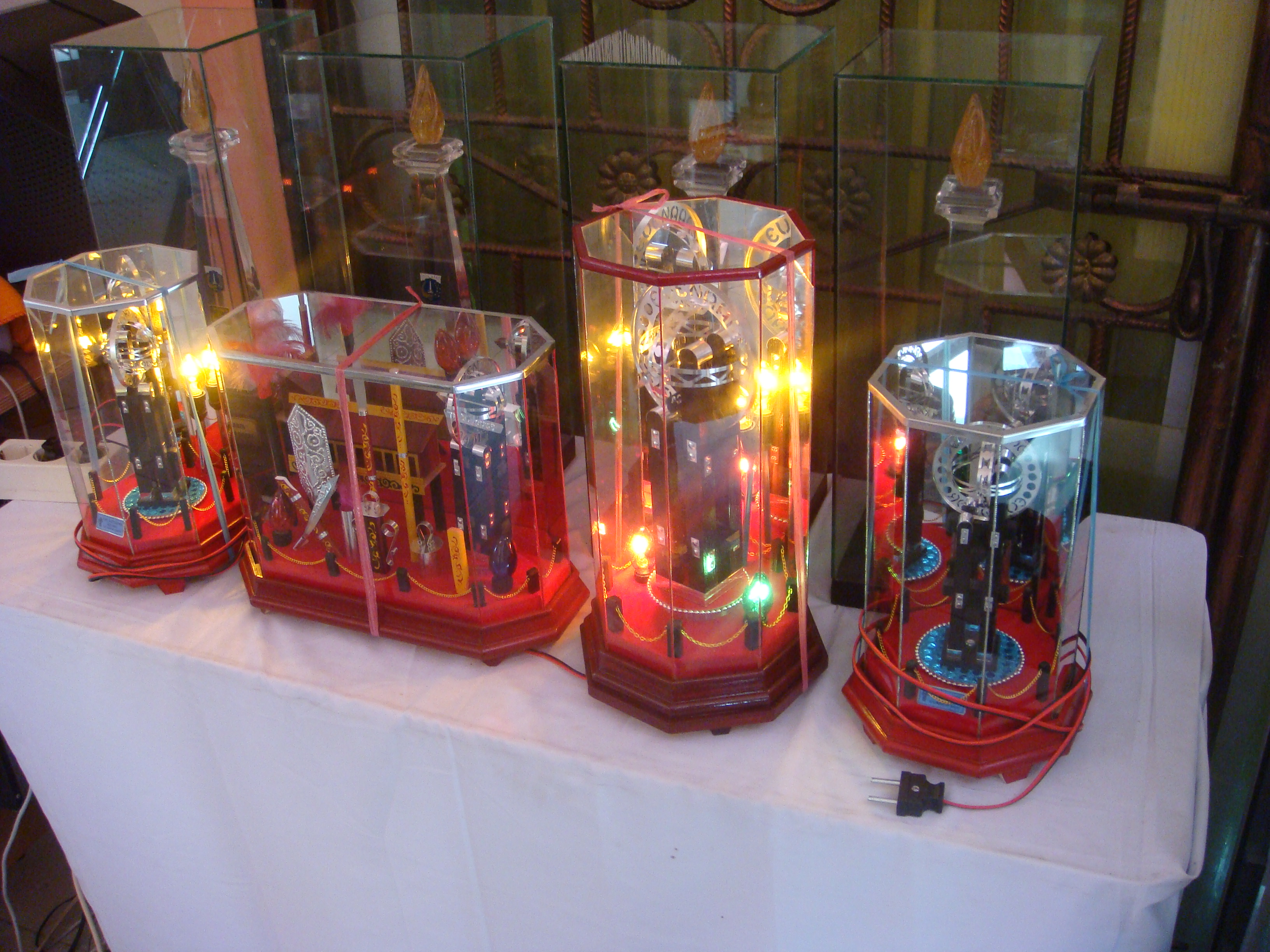
記念碑の模型